# 塔納島
塔納島是瓦努阿圖的島嶼，由塔菲亞省負責管轄，長40公里、闊19公里，面積550平方公里，是該國土地最肥沃的島之一，出產咖啡、椰子、椰子核和其他蔬果，島上最高點1084米，居民人口約20000。

## 历史

1974年宣布独立的塔纳国国旗

1974年3月24日，塔纳岛的分离主义势力宣布建立塔纳国。虽然英国殖民者倾向于允许塔纳岛脱离新赫布里底群岛共管地，但这一举动遭到法国殖民者的反对，并最终在1974年6月29日被英法联合管理机构镇压。

## 文化
島上流行貨物崇拜，即原住民對外來先進物品視為神聖，例子有二：
- 「约翰弗鲁姆教」（John Frum Movement）[1]：第二次世界大戰太平洋戰爭時，美軍於塔納島建立一臨時基地。當時島上的原住民看見美軍於「大鐵船」（軍艦）內出來，皆覺得十分驚訝；他們也看到，有一些「大鐵鳥」（軍用飛機）運送穿著美軍軍服的人及許多物資。這些原住民看見這種情況均感到很驚訝，並覺得這些「大鐵船」及「大鐵鳥」十分厲害。加上美軍也提供部份物資給原住民[2][3][4]，而這些物資對原住民來說十分有用，結果這些原住民將美軍當作神。

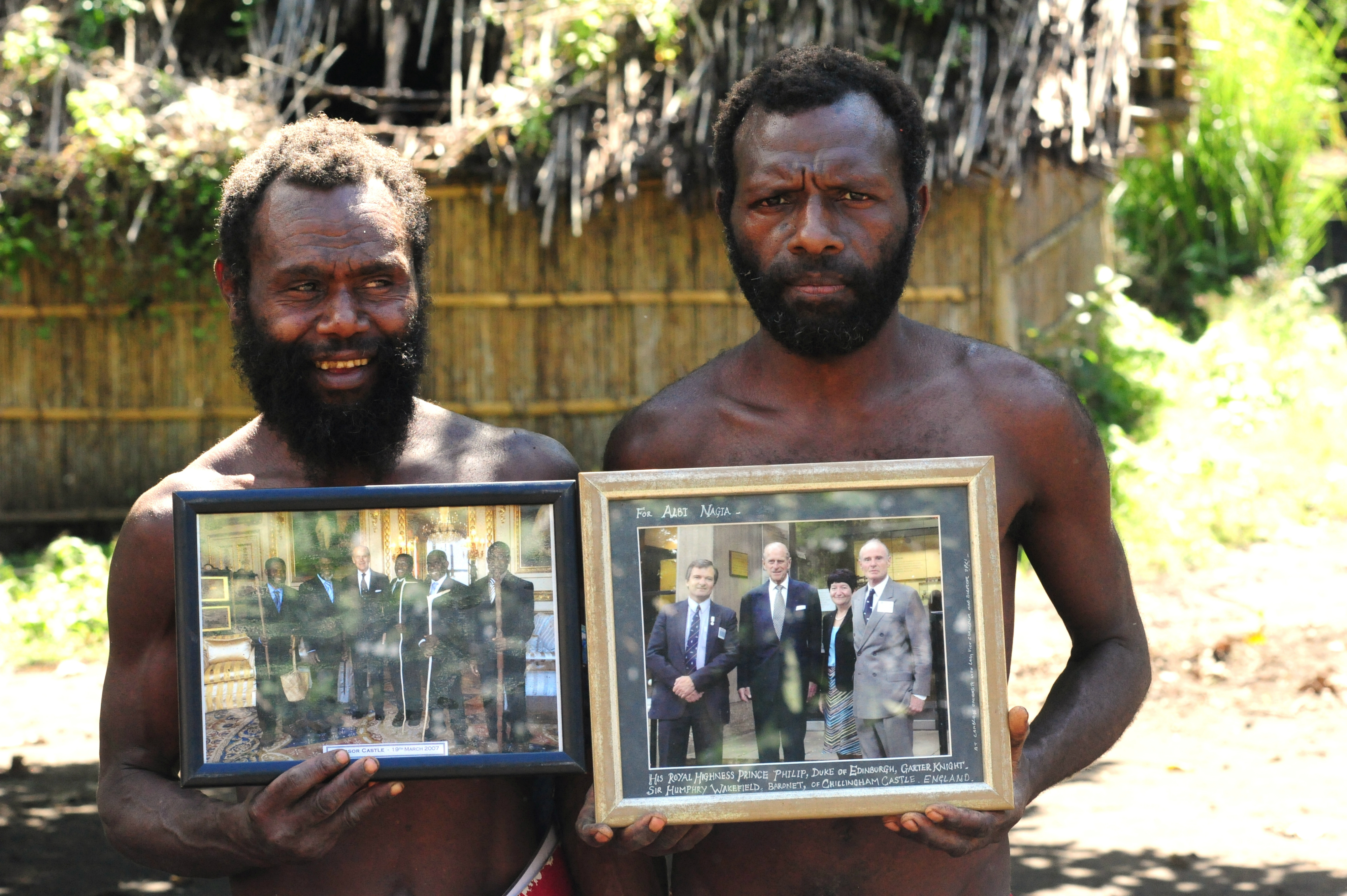
塔納島原住民展示2007年與王夫同遊的照片

- 菲利普亲王运动：島上Yaohnanen村民視英國王夫爱丁堡公爵菲利普亲王為神靈。

## 文化描寫
- 《塔納島之戀》：劇情片

## 外部連結
- Pacific Island Travel page, with photos and cultural information
- Languages of Tanna （页面存档备份，存于）, including language map
- Collection of photos from Tanna
- BBC News, Is Prince Philip an island god? （页面存档备份，存于）, 10 June 2007, accessed 10 June 2007

1. ↑  蔡百銓.  (PDF). 《台灣守護周刊》第107期. 2014-01-30: 10  [2016-06-10]. （原始内容存档 (PDF)于2016-08-22）.
2. ↑  The Cargo Cults 的存檔，存档日期2008-06-08.
3. ↑  The last cargo cult 的存檔，存档日期2008-05-21.
4. ↑  邪教Top 10 （页面存档备份，存于）